# Carapintadas
I Carapintadas (in spagnolo, in italiano: "facce dipinte") furono vari gruppi di militari dell'estrema destra, ultranazionalista e reazionaria dell'Ejército Argentino che si sollevarono ripetutamente tra il 1987 e il 1990 contro il governo democratico costituzionale dei presidenti Raúl Alfonsín e Carlos Menem.
La denominazione fa riferimento alla crema per mascheramento facciale mimetica utilizzata da parte dei soldati partecipanti alla sedizione, che riuscirono durante i moti insurrezionali ad occupare varie basi militari e si batterono contro le forze militari lealiste del governo democratico. I carapintadas, ispirati e guidati da ufficiali superiori di estrema destra spesso veterani della guerra delle Falkland come il colonnello Mohamed Alí Seineldín, il tenente colonnello Aldo Rico e il capitano Gustavo Breide Obeid, richiedevano soprattutto l'interruzione dei processi in corso contro i protagonisti della cosiddetta guerra sporca durante il regime militare argentino del 1976-1983.
Le sedizioni furono tutte soffocate e alcuni dei capi carapintadas furono arrestati, giudicati e condannati alla prigione; peraltro la maggioranza dei partecipanti non hanno ricevuto punizioni e anche alcuni dei promotori principali sono stati in seguito graziati e rilasciati dal presidente Menem.

## Ritorno della democrazia in Argentina
La umiliante disfatta nella guerra delle Falkland, l'isolamento internazionale, il disastro economico e la stessa conflittualità tra le massime gerarchie militari aveva reso inevitabile alla fine del 1982 la fine del brutale Regime militare al potere in Argentina dal 24 marzo 1976. Le elezioni democratiche del 1983 vennero vinte dal candidato dell'Unione Civica Radicale Raúl Alfonsín che sembrò inizialmente deciso a perseguire i responsabili militari della dittatura. Sulla base della cosiddetta "teoria dei due demoni", il presidente promulgò i due decreti legge 157 e 158 che prevedevano l'arresto e il processo per alcuni dei più noti dirigenti della guerriglia degli anni settanta e soprattutto dei componenti militari delle prime tre giunte al potere in Argentina. In realtà sembra che Alfonsín prevedesse di perseguire anche altri elementi di primo piano dell'apparato repressivo ma senza estendere in profondità il processo di individuazione e persecuzione dei responsabili esecutivi.
Nonostante l'impressionante denuncia dettagliata contenuta nel rapporto della Comisión Nacional sobre la Desaparición de Personas (CONADEP) che descrisse approfonditamente i metodi e l'estensione della repressione, il processo del 1985 contro i membri delle giunte si concluse con la condanna all'ergastolo solo del generale Jorge Rafael Videla e dell'ammiraglio Emilio Massera e con condanne miti per gli altri alti ufficiali. L'opinione pubblica, la società civile e i politici democratici, ormai a conoscenza della perversa azione della dittatura militare, reclamarono ben presto più dure condanne e soprattutto il perseguimento di tutti i responsabili e gli esecutori principali delle efferate violenze svelate dai rapporto CONADEP. Il presidente Alfonsín invece era consapevole della tensione e dell'irrequietezza presente nelle forze armate, in particolare tra i ranghi meno elevati, di fronte alle richieste punitive della società civile; egli quindi temeva possibili sollevazioni armate che avrebbero potuto nuovamente mettere in pericolo la giovane democrazia argentina.
Nel 1986 il presidente iniziò a promuovere presso le istanze giudiziarie militari il concetto della cosiddetta "obbedienza dovuta" per discolpare gli esecutori di rango inferiore dei crimini della repressione che avessero agito secondo ordini ricevuti dalla gerarchia superiore. Nel novembre 1986 inoltre venne promulgata la cosiddetta Legge del "Punto final" che intendeva nei suoi illusori propositi mettere un punto fermo ai processi stabilendo che le eventuali denunce verso i militari avrebbero dovuto essere presentate improrogabilmente entro sessanta giorni dalla promulgazione della legge. Questa legge, che avrebbe dovuto rassicurare le forze armate, al contrario provocò un moltiplicarsi rapidissimo delle denunce contro i militari e di conseguenza preoccupò ed eccitò ancor più in particolare l'ambiente dell'esercito dove erano presenti focolai insurrezionali guidati da alcuni ufficiali ultranazionalisti di estrema destra che ben presto innescarono la prima ribellione dei cosiddetti "carapintadas", le "facce dipinte".

## Rivolte militari contro i governi democratici

### Primoalzamiento
La prima delle sollevazioni carapintadas ebbe luogo il giorno pasquale del 1987 per protesta contro le azioni giudiziarie intraprese dal governo del presidente Alfonsín contro i responsabili dei delitti e delle violazioni dei diritti umani commessi durante il cosiddetto Processo di riorganizzazione nazionale (Proceso de Reorganización Nacional). Il maggiore Ernesto Barreiro, un membro del servizio segreto militare che aveva partecipato attivamente alla repressione contro il movimento operaio e popolare di Córdoba, aveva rifiutato di presentarsi di fronte alla Cámara Federal di Córdoba in relazione alle accuse di tortura e omicidio di cui era stato imputato. Barreiro di conseguenza fu arrestato, su richiesta del giudice competente, dall'autorità militare e confinato nel Comando de Infantería Aerotransportada 14 del Terzo corpo d'armata dell'esercito, nella provincia di Córdoba. Quando la polizia tentò di prendersi carico di Barreiro per affidarlo alla giustizia civile, il personale del comando, 130 uomini tra ufficiali e soldati, si ammutinò, esigendo l'interruzione dei processi.

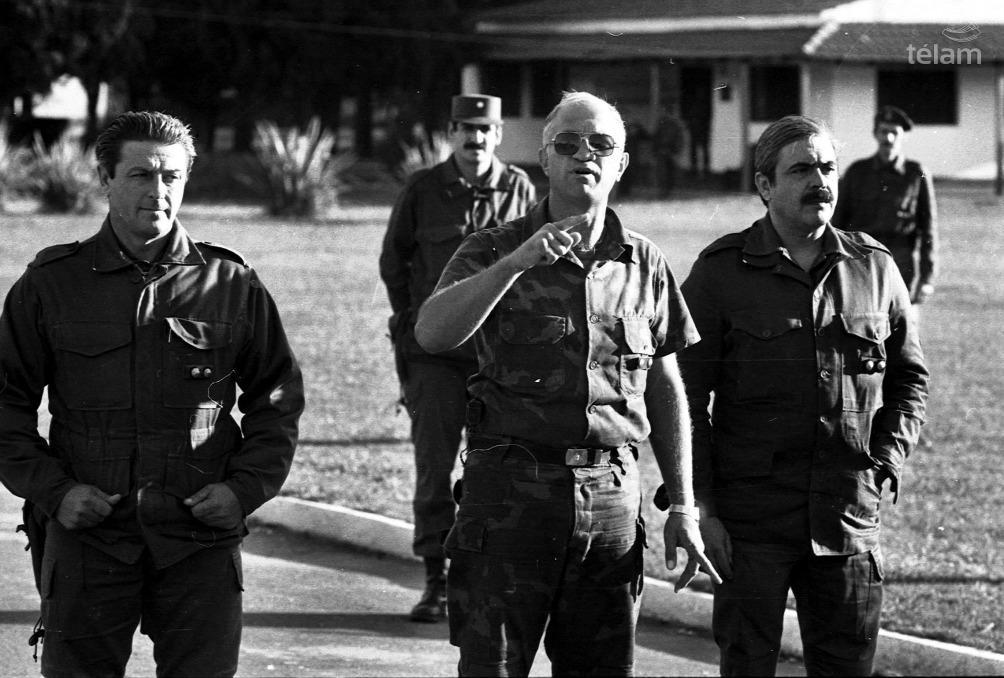
Alcuni ufficiali carapintadas nel corso dell'insurrezione del 1987, al centro il tenente colonnello Aldo Rico.

Altri distaccamenti militari si unirono all'azione nonostante la ferma opposizione della popolazione civile, in particolare le truppe al comando del tenente colonnello Aldo Rico del Regimiento de Infantería de San Javier, che si barricarono nella Escuela de Infantería de Campo de Mayo. Le richieste dei cosiddetti carapintadas ("facce dipinte") includevano la destituzione del comandante dell'esercito ed esigevano una soluzione politica per i giudizi contro i repressori del Proceso. Sebbene l'"alzamiento" non potesse contare su un sostegno pubblico da parte dei responsabili dell'esercito, l'attitudine del resto delle forze armate fu unanime: il presidente Alfonsín non disponeva della autorità necessaria tra le truppe per poter schiacciare militarmente i carapintadas.
L'atteggiamento politico e pubblico di fronte alla sollevazione tuttavia fu compatto e unanime; i principali partiti argentini sottoscrissero lo Acta de Compromiso Democrático, opponendosi fermamente all'atteggiamento dei militari riconoscendo tuttavia la necessità di valutare i vari livelli di responsabilità durante la repressione. Manifestazioni popolari si svolsero a Campo de Mayo e nella centralissima plaza de Mayo di Buenos Aires in cui si richiese la resa a discrezione degli insorgenti. Non essendo in grado di reprimere militarmente la rivolta e preoccupato da alcune situazioni poco chiare, il presidente Alfonsín decise di recarsi personalmente al Campo de Mayo per esigere la resa; paradossalmente questa sua azione venne poi criticata come un segno di debolezza politica. Al suo ritorno alla Casa Rosada, Alfonsín poté annunciare dal balcone presidenziale la resa degli ammutinati. In un primo tempo il maggiore Barreiro riuscì a fuggire ma venne catturato alcune settimane più tardi; egli e il tenente colonnello Rico furono tradotti davanti alla giustizia militare e civile e vennero accusati di sedizione dal tribunale di San Isidro.
Il presidente Alfonsín affermò dopo la fine della sedizione che i ribelli sarebbero stati perseguiti ma riconobbe che alcuni dei militari coinvolti erano "eroi della guerra delle Malvine" che avevano assunta "una posizione sbagliata". Un mese dopo questo primo "alzamiento" carapintadas in realtà il governo democratico promulgò la Ley de Obediencia Debida (Legge dell'obbedienza dovuta del 4 giugno 1987) che sembrava andare incontro ad alcune delle richieste dei rivoltosi. Sembra peraltro che i principi generali della legge fossero stati già delineati in precedenza da Alfonsín in un discorso pubblico del marzo 1987 che riprendeva una promessa elettorale del 1983.

### Secondoalzamiento
Ancora una volta fu il tenente colonnello Aldo Rico il principale responsabile della seconda sollevazione militare che ebbe luogo nel 1988 nella località di Monte Caseros. Il 30 dicembre 1987 il tenente colonnello aveva ricevuto il privilegio degli arresti domiciliari; egli due mesi più tardi emise un comunicato in cui disconosceva l'autorità dello Stato maggiore dell'esercito e dei tribunali militari per non aver garantito la giustizia; subitò dopo il militare si allontanò dal luogo di soggiorno obbligato. Di conseguenza l'autorità suprema militare, il tenente generale José Segundo Dante Caridi, dichiarò Rico in stato di ribellione e il ministero della Difesa ordinò la sua cattura e lo destituì formalmente dai quadri dell'esercito.
Tre giorni dopo il tenente colonnello Rico ricomparve tra i soldati del Regimiento de Infantería 4 di Monte Caseros; la nuova sollevazione carapintadas venne denominata dagli insorti l'"Operación Dignidad" e l'ufficiale indicò nel suo comunicato di parlare a nome di un autonominato "Ejército Nacional en Operaciones". Il tenente generale Caridi si recò prima al comando del Secondo corpo d'armata dell'esercito e quindi di fronte alle truppe insorte e riuscì a convincerle a desistere; i carapintadas si arresero senza combattere. Gli arrestati furono numerosi; il tenente colonnello Rico dichiarò pubblicamente di non essersi pentito delle sue azioni e venne nuovamente imprigionato. Circa 430 ufficiali e soldati furono portati in giudizio per le loro azioni nel alzamiento.
Dopo il fallimento della sollevazione peraltro le proteste delle fazioni di estrema destra ultranzionaliste non diminuirono di intensità nonostante che fossero stati ridotti i casi giudiziari relativi al terrorismo di stato e la tortura riguardanti ufficiali di rango inferiore. Il tenente colonnello Rico divenne, dalla sua cella di prigione, la principale figura del Movimiento por la Dignidad Nacionaly e il capo del Ejército Nacional en Operaciones che realizzò alcuni attentati tra il 1988 e il 1989. Un gruppo di ex agenti del servizio informazioni della Fuerza Aérea Argentina appoggiarono il tenente colonnello Rico e occuparono temporaneamente l'aeroporto metropolitano prima di essere sopraffatti dalla polizia federale; i sediziosi furono giudicati per ribellione nel 1988 venendo peraltro successivamente amnistiati dal nuovo presidente Carlos Menem.

### Terzoalzamiento
Il terzo e ultimo alzamiento durante la presidenza di Alfonsín iniziò il 1º dicembre 1988 quando 45 ufficiali della unità "Albatros", un reparto scelto della Prefectura Naval Argentina si impadronì di armi nell'arsenale dipendente dalla prefettura di Zárate, provincia di Buenos Aires, e si ribellò. Alfonsín era in viaggio ufficiale all'estero e al suo ritornò considerò inizialmente l'evento di scarso rilievo, non sembrando coinvolgere l'esercito ed essendo i militari coinvolti appartenenti ad una forza armata di minore importanza. In realtà i ribelli invece si trasferirono alla Escuela de Infantería di Campo de Mayo dove si unirono con un gruppo di militari carapintadas che occuparono nuovamente la località.

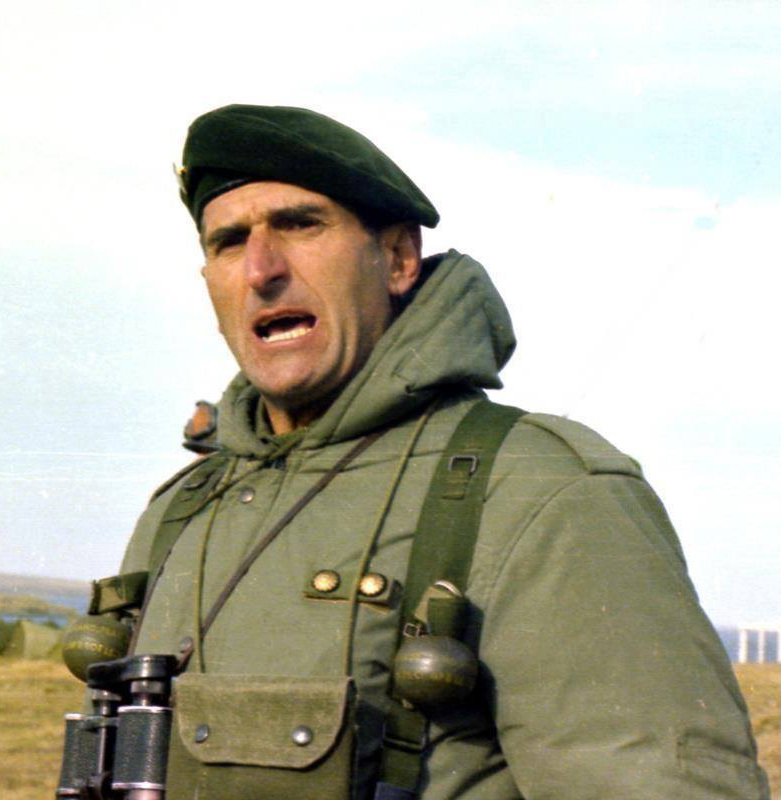
Il capo degli insorti, colonnello Mohamed Alí Seineldín.

Il capo degli insorti era il colonnello Mohamed Alí Seineldín, principale esponente della fazione carapintada. Il colonnello, valoroso e rispettato veterano della guerra delle Malvine e in precedenza consigliere militare di Manuel Noriega per la costituzione di reparti di commando, era un membro dichiarato dell'ala più nazionalista dell'esercito. Seineldín dichiarò che l'obiettivo della sollevazione era "salvare l'onore" delle forze armate; in effetti egli era anche in contatto con dirigenti politici peronisti per ottenere che il presidente Alfonsín firmasse una amnistia generale e definitiva estesa a tutti i membri delle organizzazioni politico-militari degli anni settanta.
Il tenente generale Caridi mobilitò rapidamente le truppe lealiste e fece circondare la guarnigione ribelle di Campo de Mayo. Dopo un breve scontro a fuoco durante il quale rimase ucciso un militare ribelle, il colonnello Seineldín fuggì di nascosto e si recò a Villa Martelli. Contemporaneamente altri gruppi militari nella provincia di Buenos Aires e nelle province di Córdoba e Salta dichiararono di sostenere i carapintadas; la sollevazione più importante si verificò al Batallón de Logística 10 di Villa Martelli, nella periferia della Grande Buenos Aieres dove quindi si diressero, dopo aver superato l'accerchiamento, Seineldín e i dirigenti ribelli di Campo de Mayo. Il generale Isidro Cáceres venne inviato sul posto per affrontare i rivoltosi con l'ordine di non iniziare azioni armate se non in caso di estrema necessità.
Il colonnello Seineldín e soldati ribelli, asserragliati a Villa Martelli, il 4 dicembre 1988 presentarono le loro richieste alle autorità fedeli al governo; i carapintadas esigevano la destituzione del generale Caridi, l'estensione della legge dell'obbedienza dovuta a tutto il personale militare eccetto i membri della Giunta, l'amnistia per gli accusati per le precedenti insurrezioni, impunità per tutti i partecipanti alla ribellione in corso con l'esclusione del colonnello Seineldín. Alla fine i mezzi corazzati dei lealisti fecero irruzione e i ribelli si arresero ma solo Seineldín fu processato e detenuto in carcere; venne arrestato anche il maggiore Hugo Abete che si era unito alla ribellione e che cedette le armi alcuni giorni più tardi. Alcune richieste dei rivoltosi peraltro furono accolte; il tenente generale Caridi cedette il comando e si ritirò dall'esercito. Il colonnello Seineldín rimase inizialmente in carcere e venne processato, ma dopo l'elezione della nuova presidenza, Carlos Menem gli concesse l'indulto.

### Quartoalzamiento
Nell'ottobre 1989 il presidente Menem decretò un'ampia amnistia per numerosi prigionieri militari, tra cui 39 persone coinvolte nella giunta militare e 164 carapintadas; erano compresi tra i benificiari del provvedimento di clemenza anche già condannati, processati per terrorismo di stato, sedizione, ribellione, colpevoli di reati durante la guerra delle Malvine e dirigenti di organizzazioni politico-militari degli   anni settanta. Nonostante questi provvedimenti di pacificazione, il colonnello Seineldín entrò in contrasto con il presidente Carlos Menem e fu ben presto posto agli arresti militari; questo evento provocò una nuova ribellione che si materializzò il 3 dicembre 1990 apparentemente per protestare contro le "crescente ingerenza" del potere politico sull'organizzazione gerarchica delle forze armate. Uno dei principali dirigenti del alzamiento fu questa volta il capitano Gustavo Breide Obeid, in precedenza subordinato del colonnello Seineldín.

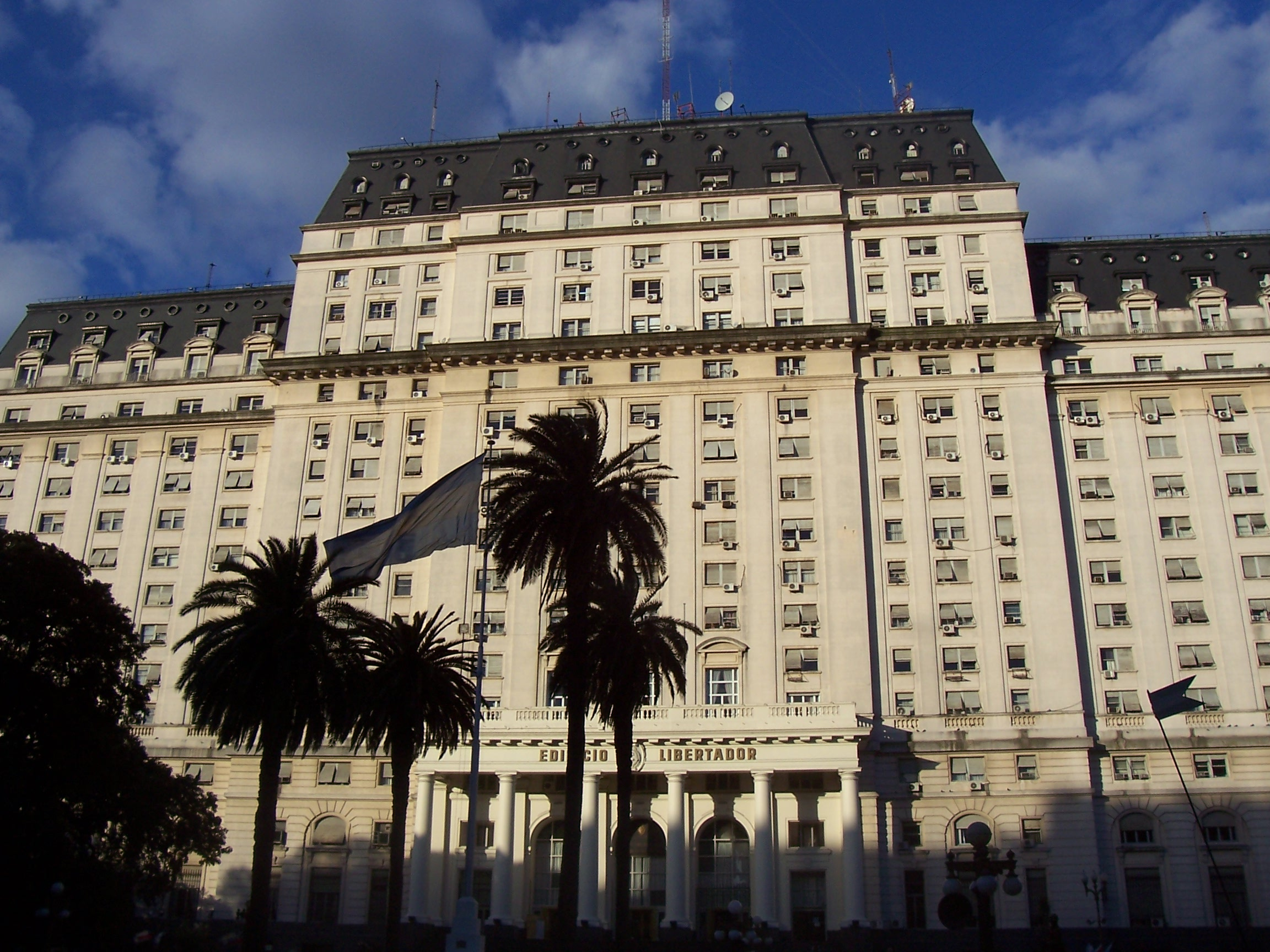
L'Edificio Libertador, sede del ministero della Difesa e dello stato maggiore dell'esercito argentino che venne occupato dai carapintadas il 3 dicembre 1990

All'alba del 3 dicembre un gruppo di poco più di cinquanta militari carapintadas occuparono lo Edificio Libertador, sede del ministero della Difesa e dello Stato maggiore generale dell'esercito argentino, le installazioni del Regimiento I de Infantería, la fabbrica di carri armati TAMSE, le strutture del Batallón de Intendencia 601 e di altre unità minori. I rivoltosi assunsero atteggiamenti minacciosi e mostrarono grande nervosismo ed esasperazione; i militari carapintadas manifestarono la loro colleganza con il colonnello Seineldín; essi esigevano, secondo le loro stesse dichiarazioni, la rimozione dei comandanti superiori dell'esercito e la nomina di Seineldín a generale d'armata.
Il presidente Carlos Menem era contemporaneamente impegnato ad accogliere il presidente degli Stati Uniti George Bush in visita nel paese e venne sorpreso dall'insurrezione; egli decise di reagire subito con la massima decisione; venne decretato lo stato d'assedio per sessanta giorni e le forze armate ricevettero l'ordine di soffocare immediatamente la ribellione. Il tenente generale Martín Félix Bonnet, capo di stato maggiore dell'esercito argentino, diresse le operazioni di repressione che permisero di riconquistare tutti gli obiettivi occupati dai ribelli all'inizio del alzamiento. Il bilancio finale della quarta ribellione carapintada fu di tredici morti, tra cui cinque civili, e 55 feriti; dopo la resa definitiva dei ribelli il 4 dicembre 1990 venne posto fine allo stato d'assedio. In questa occasione le condanne giudiziarie furono pesanti; il colonnello Seineldín venne condannato a morte per l'ammutinamento, mentre tredici altri militari si videro infliggere pene variabili tra cinque e venti anni di reclusione.
Qualche giorno più tardi il presidente Menem peraltro decretò una amnistia generale che riguardava la maggior parte delle persone riconosciute colpevoli di misfatti durante la "guerra sporca"; anche tutti i membri della giunta militare condannati per crimini contro l'umanità e i principali capi montoneros furono graziati.

## Epilogo
Il colonnello Seineldín venne infine graziato nel maggio 2003 dal nuovo presidente Eduardo Duhalde insieme ad altri sette carapintadas nel quadro di un nuovo provvedimento di clemenza che riguardo anche il dirigente del gruppo guerrigliero guevarista Ejército Revolucionario del Pueblo (ERP) Enrique Gorriarán Merlo che aveva organizzato ancora nel gennaio 1989 l'attacco contro il reggimento di La Tablada, affermando la necessità di resistere ai tentativi di colpo di stato fomentati da Seineldín.
Gustavo Breide Obeid, uno dei principali collaboratori di Seineldín e tra i capi del alzamiento del dicembre 1990, condannato a sette anni di prigione, fondò nel 1996 un piccolo partito nazionalista di destra e si candidò anche alle elezioni presidenziali ottenendo un limitatissimo numero di voti; Seineldín morì nel 2009 dopo aver scritto un libro di memorie dai toni accesamente nazionalisti e ultracattolici.
La Corte suprema argentina nel 2005 ha giudicato incostituzionali le ripetute leggi d'amnistia promulgate durante le presidenze Alfonsín e Menem ed ha aperto quindi la possibilità di perseguire legalmente i militari di ogni rango accusati di aver commesso crimini durante la Dittatura.
I militari ribelli carapintadas, in particolare Aldo Rico e Hugo Abete, nel corso degli anni hanno tentato di motivare le rivolte accreditando un asserito scarso apprezzamento da parte delle società argentina democratica nei riguardi del loro servizio di guerra e del loro ruolo di "eroi della guerra delle Malvine"; essi quindi hanno cercato di giustificare la loro attività sediziosa nel quadro di un nuovo mito della "pugnalata alle spalle" da parte dei civili verso i militari argentini impegnati a combattere per la nazione contro i "sovversivi" e contro l'"occupante straniero".